# Tour international des Zibans
Le Tour international des Zibans est une course cycliste à étapes, organisée en Algérie aux alentours de Biskra. Créée en 2018, l'épreuve fait partie de l'UCI Africa Tour en catégorie 2.2.

## Palmarès
| Année | Vainqueur     | Deuxième          | Troisième       |
| ----- | ------------- | ----------------- | --------------- |
| 2018  | Abdellah Hida | Abel Teweldemedhn | Florian Deriaux |